# Lista dos treinadores vencedores da Copa do Brasil de Futebol

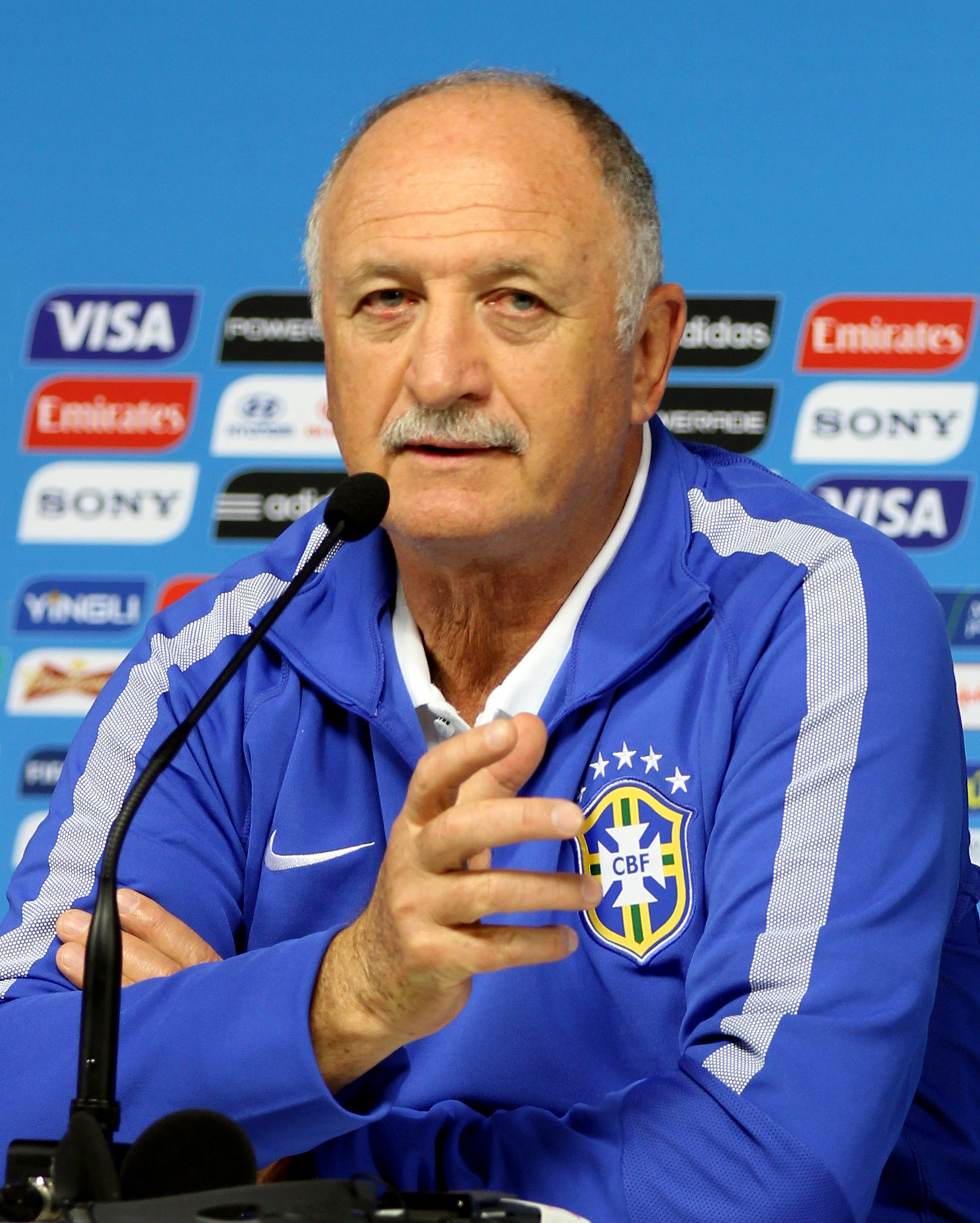
Luiz Felipe Scolari é o maior vencedor do torneio com quatro conquistas

Esta é uma lista dos treinadores vencedores da Copa do Brasil de Futebol. Cláudio Duarte conquistou a edição inaugural em 1989 quando treinava o Grêmio. O maior campeão da competição é Luiz Felipe Scolari com quatro títulos, que foram obtidos em 1991 com o Criciúma, em 1994 com o Grêmio, e em 1998 e 2012 com o Palmeiras. Em seguida, Mano Menezes ganhou o torneio em três ocasiões: uma com o Corinthians em 2009 e duas com o Cruzeiro em 2017 e 2018, sendo o primeiro a conseguir duas conquistas consecutivas. Dorival Júnior também venceu o evento três vezes: em 2010 com o Santos, em 2022 com o Flamengo e em 2023 com o São Paulo. Outros dois treinadores conquistaram a competição mais de uma vez, os quais são Levir Culpi em 1996 e 2014, e Renato Gaúcho em 2007 e 2016.

## Por edição

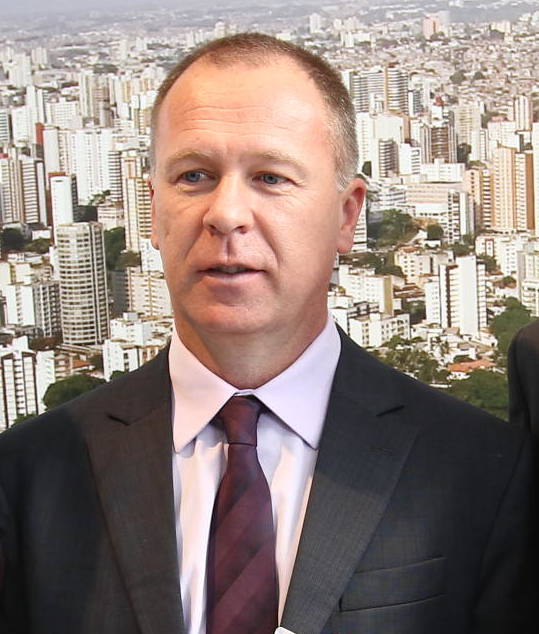
Mano Menezes, bicampeão consecutivo em 2017 e 2018, além do título de 2009

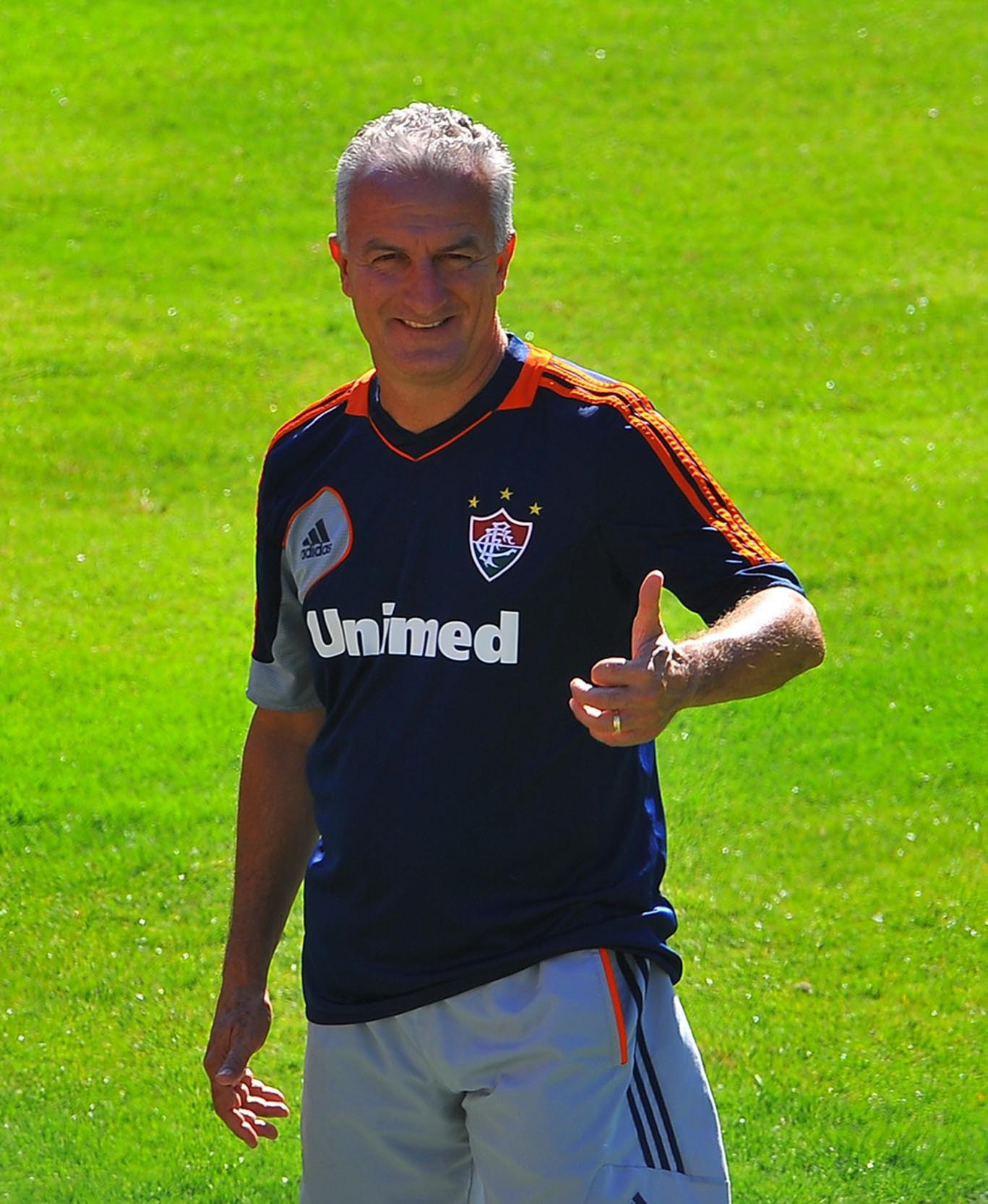
Dorival Júnior, campeão em 2010, 2022 e 2023

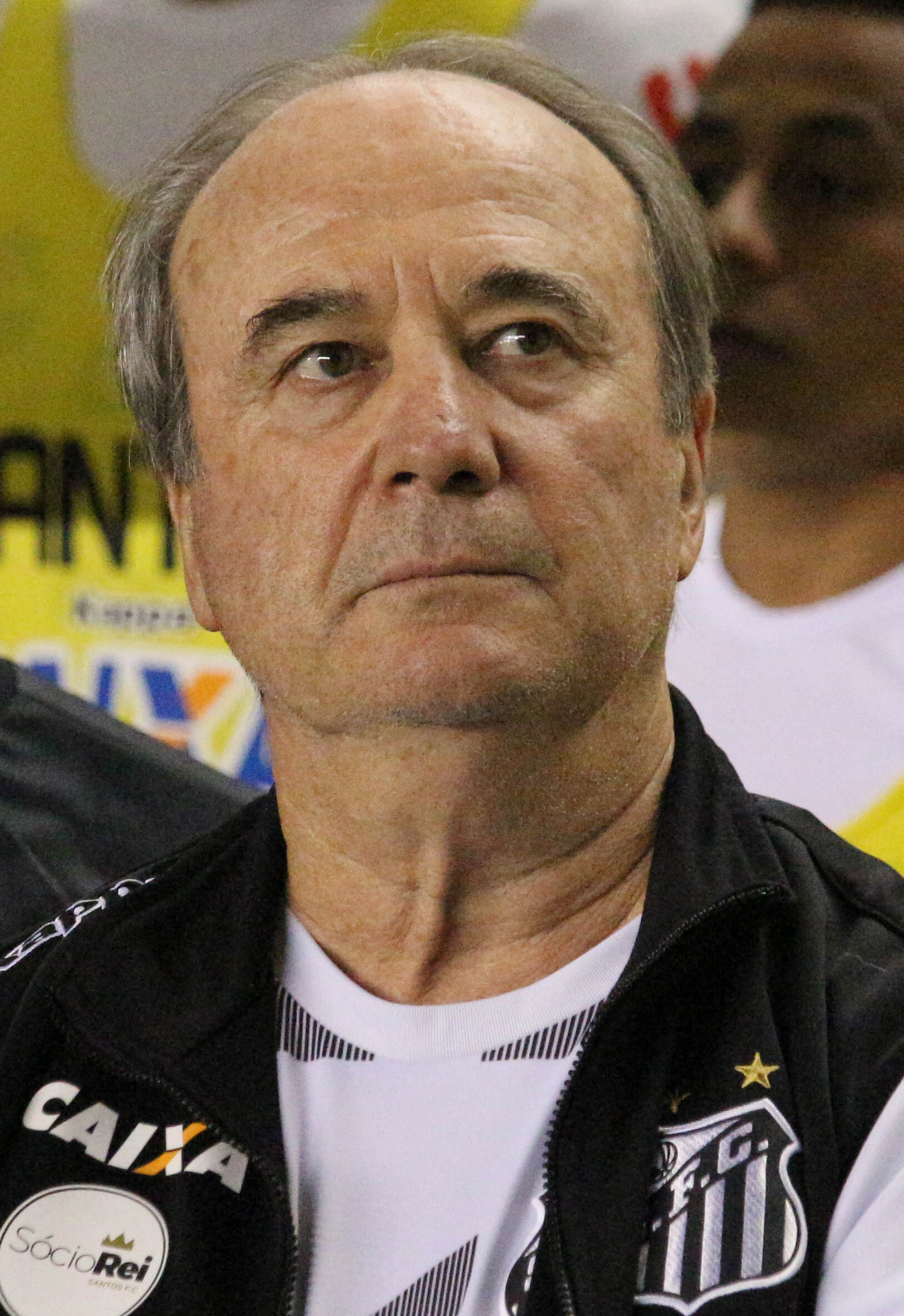
Levir Culpi conquistou as edições de 1996 e de 2014

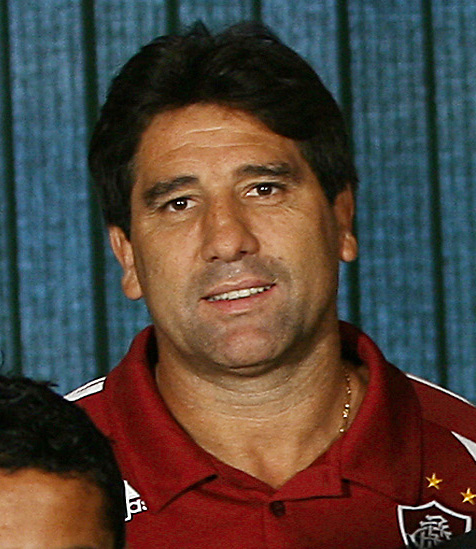
Renato Gaúcho ganhou a competição duas vezes em 2007 e 2016

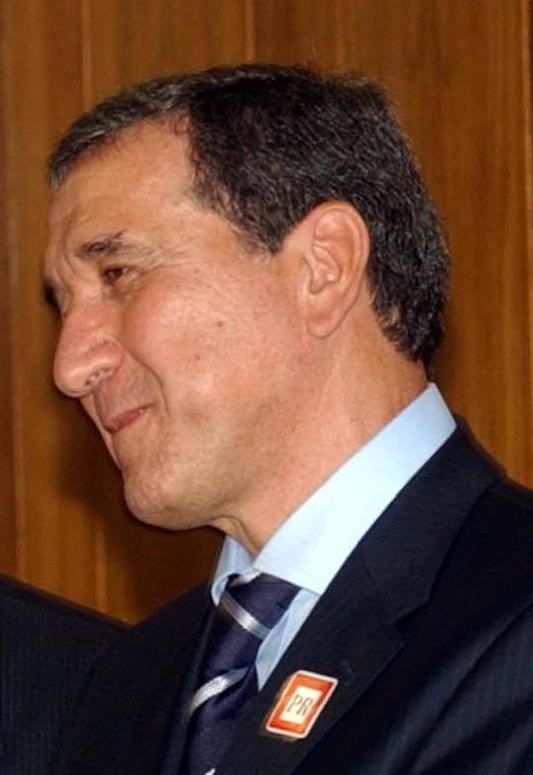
Carlos Alberto Parreira, vencedor em 2002

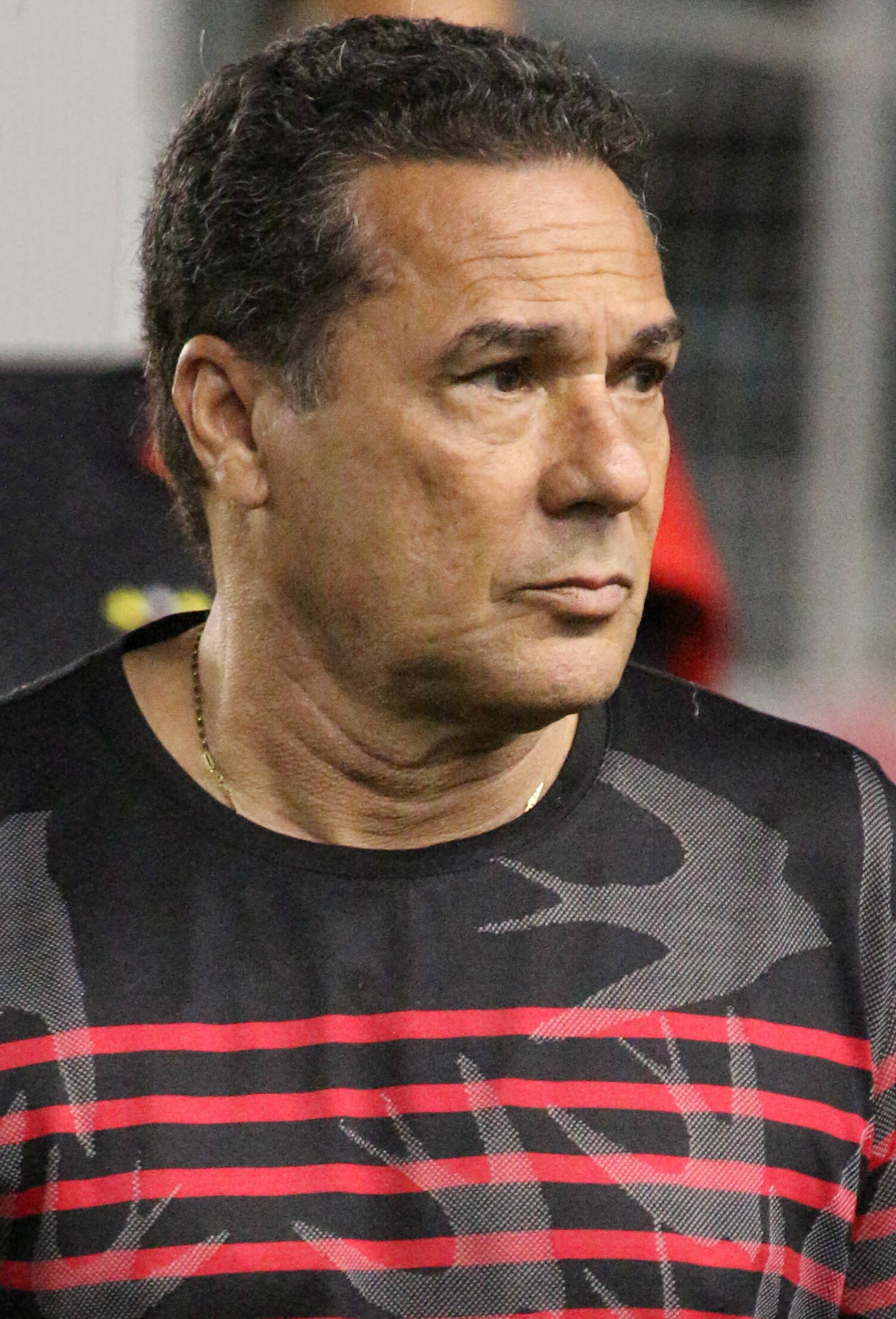
Vanderlei Luxemburgo conquistou o torneio em 2003

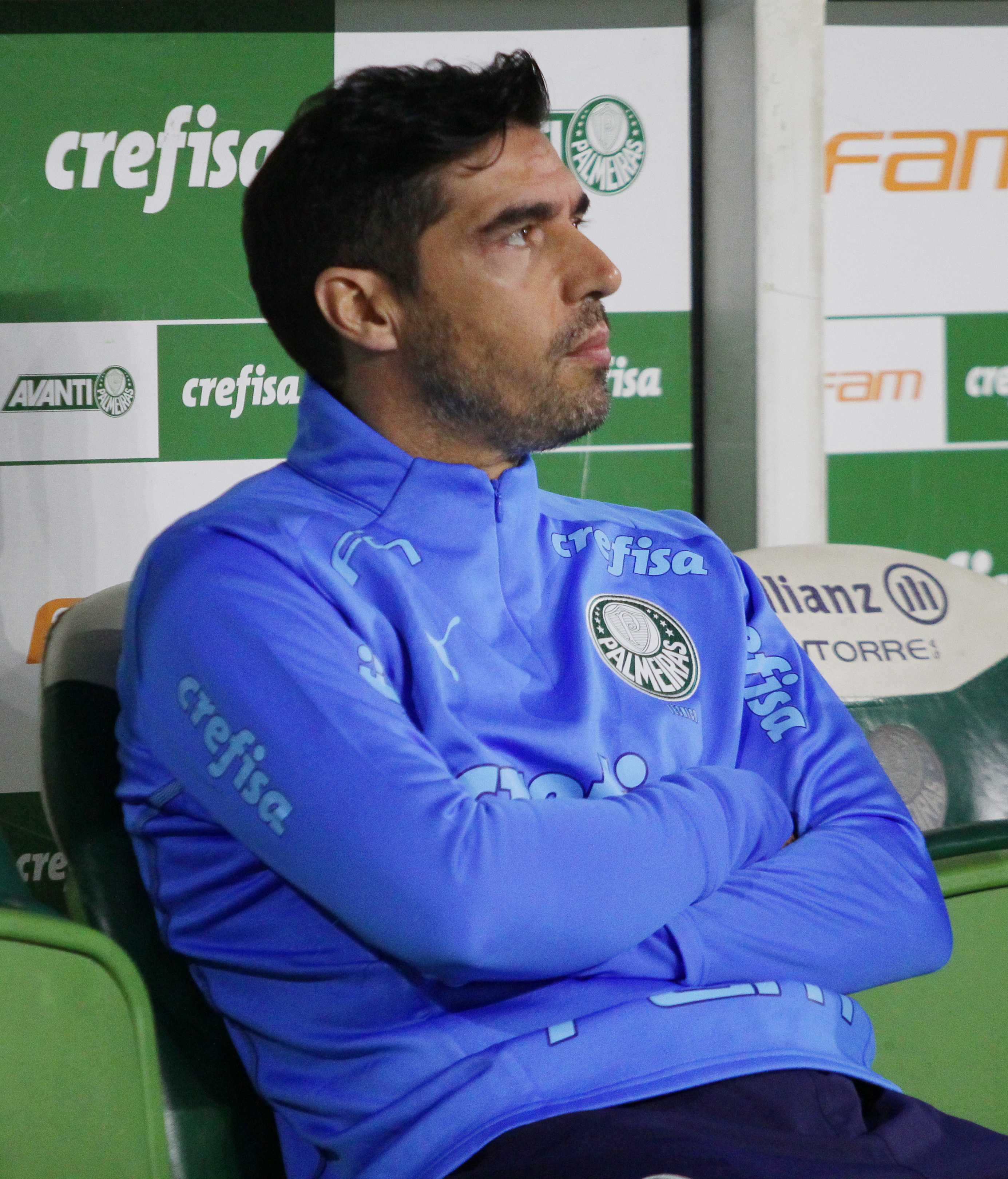
Abel Ferreira, campeão da edição de 2020

| Edição | Treinador vencedor      | Clube                | Ref.   |
| ------ | ----------------------- | -------------------- | ------ |
| 1989   | Cláudio Duarte          | Grêmio               | [ 1 ]  |
| 1990   | Jair Pereira            | Flamengo             | [ 7 ]  |
| 1991   | Luiz Felipe Scolari     | Criciúma             | [ 2 ]  |
| 1992   | Antônio Lopes           | Internacional        | [ 8 ]  |
| 1993   | Pinheiro                | Cruzeiro             | [ 9 ]  |
| 1994   | Luiz Felipe Scolari     | Grêmio               | [ 2 ]  |
| 1995   | Eduardo Amorim          | Corinthians          | [ 10 ] |
| 1996   | Levir Culpi             | Cruzeiro             | [ 5 ]  |
| 1997   | Evaristo de Macedo      | Grêmio               | [ 11 ] |
| 1998   | Luiz Felipe Scolari     | Palmeiras            | [ 2 ]  |
| 1999   | Valmir Louruz           | Juventude            | [ 12 ] |
| 2000   | Marco Aurélio           | Cruzeiro             | [ 13 ] |
| 2001   | Tite                    | Grêmio               | [ 14 ] |
| 2002   | Carlos Alberto Parreira | Corinthians          | [ 15 ] |
| 2003   | Vanderlei Luxemburgo    | Cruzeiro             | [ 16 ] |
| 2004   | Péricles Chamusca       | Santo André          | [ 17 ] |
| 2005   | Vagner Mancini          | Paulista             | [ 18 ] |
| 2006   | Ney Franco              | Flamengo             | [ 19 ] |
| 2007   | Renato Gaúcho           | Fluminense           | [ 6 ]  |
| 2008   | Nelsinho Baptista       | Sport                | [ 20 ] |
| 2009   | Mano Menezes            | Corinthians          | [ 3 ]  |
| 2010   | Dorival Júnior          | Santos               | [ 4 ]  |
| 2011   | Ricardo Gomes           | Vasco da Gama        | [ 21 ] |
| 2012   | Luiz Felipe Scolari     | Palmeiras            | [ 2 ]  |
| 2013   | Jayme de Almeida        | Flamengo             | [ 22 ] |
| 2014   | Levir Culpi             | Atlético Mineiro     | [ 5 ]  |
| 2015   | Marcelo Oliveira        | Palmeiras            | [ 23 ] |
| 2016   | Renato Gaúcho           | Grêmio               | [ 6 ]  |
| 2017   | Mano Menezes            | Cruzeiro             | [ 3 ]  |
| 2018   | Mano Menezes            | Cruzeiro             | [ 3 ]  |
| 2019   | Tiago Nunes             | Athletico Paranaense | [ 24 ] |
| 2020   | Abel Ferreira           | Palmeiras            | [ 25 ] |
| 2021   | Cuca                    | Atlético Mineiro     | [ 26 ] |
| 2022   | Dorival Júnior          | Flamengo             | [ 4 ]  |
| 2023   | Dorival Júnior          | São Paulo            | [ 4 ]  |
| 2024   | Filipe Luís             | Flamengo             | [ 27 ] |

## Por treinador
| Treinador               | N.º de títulos | Clubes (edições)                                       | Ref.   |
| ----------------------- | -------------- | ------------------------------------------------------ | ------ |
| Luiz Felipe Scolari     | 4              | Criciúma (1991), Grêmio (1994), Palmeiras (1998, 2012) | [ 2 ]  |
| Mano Menezes            | 3              | Corinthians (2009), Cruzeiro (2017, 2018)              | [ 3 ]  |
| Dorival Júnior          | 3              | Santos (2010), Flamengo (2022), São Paulo (2023)       | [ 4 ]  |
| Levir Culpi             | 2              | Cruzeiro (1996), Atlético Mineiro (2014)               | [ 5 ]  |
| Renato Gaúcho           | 2              | Fluminense (2007), Grêmio (2016)                       | [ 6 ]  |
| Cláudio Duarte          | 1              | Grêmio (1989)                                          | [ 1 ]  |
| Jair Pereira            | 1              | Flamengo (1990)                                        | [ 7 ]  |
| Antônio Lopes           | 1              | Internacional (1992)                                   | [ 8 ]  |
| Pinheiro                | 1              | Cruzeiro (1993)                                        | [ 9 ]  |
| Eduardo Amorim          | 1              | Corinthians (1995)                                     | [ 10 ] |
| Evaristo de Macedo      | 1              | Grêmio (1997)                                          | [ 11 ] |
| Valmir Louruz           | 1              | Juventude (1999)                                       | [ 12 ] |
| Marco Aurélio           | 1              | Cruzeiro (2000)                                        | [ 13 ] |
| Tite                    | 1              | Grêmio (2001)                                          | [ 14 ] |
| Carlos Alberto Parreira | 1              | Corinthians (2002)                                     | [ 15 ] |
| Vanderlei Luxemburgo    | 1              | Cruzeiro (2003)                                        | [ 16 ] |
| Péricles Chamusca       | 1              | Santo André (2004)                                     | [ 17 ] |
| Vagner Mancini          | 1              | Paulista (2005)                                        | [ 18 ] |
| Ney Franco              | 1              | Flamengo (2006)                                        | [ 19 ] |
| Nelsinho Baptista       | 1              | Sport (2008)                                           | [ 20 ] |
| Ricardo Gomes           | 1              | Vasco da Gama (2011)                                   | [ 21 ] |
| Jayme de Almeida        | 1              | Flamengo (2013)                                        | [ 22 ] |
| Marcelo Oliveira        | 1              | Palmeiras (2015)                                       | [ 23 ] |
| Tiago Nunes             | 1              | Athletico Paranaense (2019)                            | [ 24 ] |
| Abel Ferreira           | 1              | Palmeiras (2020)                                       | [ 25 ] |
| Cuca                    | 1              | Atlético Mineiro (2021)                                | [ 26 ] |
| Filipe Luís             | 1              | Flamengo (2024)                                        | [ 27 ] |